# Ямня

Ямня (Ямая) — река в России, протекает в Калужской области. Правый приток Тарусы.

## География
Река Ямня берёт начало севернее деревни Лобаново. Течёт на север. Устье реки находится в 48 км по правому берегу реки Таруса. Длина реки составляет 13 км.

## Данные водного реестра
По данным государственного водного реестра России относится к Окскому бассейновому округу, водохозяйственный участок реки — Ока от города Калуга до города Серпухов, без рек Протва и Нара, речной подбассейн реки — бассейны притоков Оки до впадения Мокши. Речной бассейн реки — Ока.
По данным геоинформационной системы водохозяйственного районирования территории РФ, подготовленной Федеральным агентством водных ресурсов:
- Код водного объекта в государственном водном реестре — 09010100812110000021937
- Код по гидрологической изученности (ГИ) — 110002193
- Код бассейна — 09.01.01.008
- Номер тома по ГИ — 10
- Выпуск по ГИ — 0